# Bert Paasman
Albertus Nicolaas Paasman (Hoogeveen, 26 februari 1939) is een Nederlands literatuurwetenschapper en surinamist, gespecialiseerd in koloniale en postkoloniale literatuur van Nederland.

## Loopbaan
Bert Paasman studeerde Nederlandse taal- en letterkunde aan de Gemeentelijke Universiteit Amsterdam (later Universiteit van Amsterdam), waar hij in 1965 cum laude slaagde voor het doctoraalexamen. Hij werd opgeleid in de taalkunde, maar kreeg op zijn 23ste een aanstelling als docent Nederlandse letterkunde en taalbeheersing aan het Instituut voor Neerlandistiek. Aanvankelijk behandelde hij de gehele literatuur van 1170 tot ca. 1960, later was hij achtereenvolgens docent 'Middeleeuwen en Rederijkerstijd', 'Zeventiende en Achttiende eeuw' en 'Verlichting'. Daarnaast werkte hij in deeltijd aan de lerarenopleiding Nederlands MO-B te Utrecht (COCMA, thans Hogeschool Utrecht) als docent Renaissance, Verlichting en Moderne poëzie. Tot zijn 80ste bleef hij doceren aan het Hoger onderwijs voor ouderen in Amersfoort. Vele jaren was hij rijksgecommitteerde c.q. deskundige bij de eindexamens van het VHMO en de hoofdakte-examens van de toenmalige kweekschool.
Paasman was medeoprichter en gedurende 25 jaar hoofdredacteur van de regionale reeks voor cultuur en geschiedenis voor de Veluwe en de Vallei: de Schaffelaarreeks. Hij stond mee aan de wieg van de Historische Vereniging Ampt Epe en het Puttens Historisch Genootschap.
Als wetenschapper hield hij zich vooral bezig met literatuur- en cultuurhistorisch onderzoek, met systematische bibliografie en met teksteditie, aanvankelijk op het gebied van de traditionele neerlandistiek en de lokale en regionale geschiedenis. In 1984 verscheen zijn proefschrift Reinhart: Nederlandse literatuur en slavernij ten tijde van de Verlichting, een onderzoek naar de achttiende-eeuwse briefroman Reinhart van Elisabeth Maria Post. In 2001 werd hij benoemd tot bijzonder hoogleraar Koloniale en Postkoloniale Cultuur- en Literatuurgeschiedenis aan de Universiteit van Amsterdam, namens de Stichting Het Indisch Huis. Zijn inaugurele rede verscheen in 2002 als Wandelen onder de palmen; De morele actualiteit van het koloniale verleden.
Paasman werkte als gastdocent in Jakarta, Semarang, Paramaribo, Nieuw-Nickerie, Stellenbosch en Johannesburg, Berlijn, Leipzig, Parijs, Rijsel, Stockholm en Wrocław.

Bert Paasman was werkzaam als redacteur of redactieadviseur van het Documentatieblad Achttiende Eeuw, van het tijdschrift voor surinamistiek Oso, van Indische Letteren, van Werkwinkel. Journal of Low Countries and South African Studies en van het Tydskrif vir Nederlands en Afrikaans. Zijn artikelen verschenen in tal van tijdschriften en naslagwerken.
Bij zijn afscheid in 2004 als hoogleraar verscheen een bundel onder redactie van Michiel van Kempen, Piet Verkruijsse en Adrienne Zuiderweg met 47 artikelen over koloniale en postkoloniale literatuur en cultuur: Wandelaar onder de palmen. Bij zijn 80ste verjaardag in 2019 kwam een vriendenboek uit: In Nepveu's dreven onder redactie van Van Kempen en Zuiderweg.

## Publicaties in boekvorm
(Waar geen auteur vernoemd wordt, is Paasman de enige auteur.)

- A.M.J. van Buuren, W.P. Gerritsen en A.N. Paasman, Vermakelijk bibliografisch ganzenbord; Een eerste handleiding bij systematisch-bibliografisch onderzoek op het gebied van de Nederlandse letterkunde. Tweede herziene en vermeerde uitgave. Groningen: Wolters-Noordhoff, 1971.
- J.F. Martinet; Een Zutphens filosoof in de achttiende eeuw. Zutphen: Van Someren, 1971.
- Elisabeth Maria Post, (1755-1812); Een bio-bibliografisch onderzoek. Amsterdam: Thespa, 1974.
- Een historisch hoekje der Veluwe. Vier werken door C.A. Nairac met medewerking van H. Bouwheer. Opnieuw uitgegeven en van een inleiding voorzien door Mieke van Doorn en Bert Paasman. Barneveld: BDU, 1974.
- Veluws verleden; Ahasverus van den Bergs "Geografie van Veluwe" (1796). Opnieuw uitgegeven en van een inleiding en aantekeningen voorzien door Bert Paasman. Zutphen: Walburg Pers, 1974.
- H.M. de Blauw, A.J.M. Broos, A.J.A.M. Hanou en A.N. Paasman, Register op titels en eigennamen, behorende bij Hermine J. Vieu-Kuik: De Nederlandse letterkunde in het Noorden, in: De letterkunde in de achttiende eeuw in Noord en Zuid; Deel 6 van de Geschiedenis van de letterkunde der Nederlanden. (Antwerpen/Amsterdam, 1975). Amsterdam: De Boekzaal, 1976.
- A.N. Paasman, A.J.A.M. Hanou e.a., Short-titel-catalogus van Nederlandstalig populair proza 1670-1830 (in het bijzonder: romans) aanwezig in fotokopie of op microfilm op het Instituut voor Neerlandistiek van de Universiteit van Amsterdam of in origineel aanwezig in de Universiteitsbibliotheek van Amsterdam. Amsterdam: Instituut voor Neerlandistiek, 1981.
- Julia; Rhijnvis Feith. Opnieuw uitgegeven en van inleiding, aantekeningen en bijlagen voorzien door J.J. Kloek en A.N. Paasman. ’s-Gravenhage: Martinus Nijhoff, 1982.
- Reinhart; Nederlandse literatuur en slavernij ten tijde van de Verlichting. Leiden: Nijhoff, 1984. (Diss.)
- Brand Overeem en Bert Paasman, Het leven van Evert; In de luwte van de snelweg. Baarn : Bosch & Keuning, 1985.
- Het boek der Verlichting; De 18e eeuw van a tot z. Amsterdam: Patty Voorsmit, 1986.
- Het land; In brieven; Elisabeth Maria Post. Toelichting Bert Paasman. Amsterdam: Querido, 1987.
- Frieda de Haas en Bert Paasman, J.F. Martinet en de achttiende eeuw; In ijver en onverzadelijken lust om te leeren. Zutphen: De Walburg Pers, Vereniging Vrienden van de Stedelijke Musea, 1987.
- Bert Paasman, Henk van der Vlist en Brand Overeem, Dit stroeve land; Bloemlezing van poëzie over de Veluwe. Barneveld: BDU, 1989.
- Rob Nieuwenhuys, Bert Paasman en Peter van Zonneveld, Oost-Indisch magazijn; De geschiedenis van de Indisch-Nederlandse letterkunde. Amsterdam: Voorsmit, 1990.
- Wie wil d’r mee naar Oost-Indië varen; Liedjes uit de Compagniestijd. Samenstelling Bert Paasman. Amsterdam: Querido, 1991.
- Bert Paasman en Peter van Zonneveld (samenst.), De sarong van Adinda; Liefdespoëzie uit Insulinde. Utrecht: Kwadraat, 1992.
- Bert Paasman, Wilma Scheffers, Edy Seriese, Peter van Zonneveld en Adrienne Zuiderweg (red.), Tjalie Robinson, de stem van Indisch Nederland. Den Haag: Stichting Tong Tong, 1994.
- A.J. Gelderblom, A.N. Paasman en J.W. Steenbeek, Duytse Lier; Jan Luyken. Met inleiding en aantekeningen […]. Amsterdam: Amsterdam University Press, 1996.
- Bert Paasman et al. (red.), Met andere ogen; Dertig vrienden over de fotoboeken van Rob Nieuwenhuys. Amsterdam: Querido, 1998.
- Perifeer en efemeer; Verzamelde gedichten; G.J. Resink. Bijeengebracht en verantwoord door Bert Paasman. Amsterdam: Querido, 2001.
- Wandelaar onder de palmen; De morele actualiteit van het koloniale verleden. Amsterdam: Vossiuspers UvA, 2002. (Oratie),
- Marijke Barend-Van Haeften en Bert Paasman, De Kaap: Goede Hoop halverwege Indië; Bloemlezing van Kaapteksten uit de Compagniestijd. Hilversum: Verloren, 2003.